# E2fsprogs
e2fsprogs est un ensemble de logiciels utilitaires pour la maintenance des systèmes de fichiers de type ext2, ext3 et ext4. Étant donné que ces systèmes de fichiers sont souvent utilisés par défaut dans les distributions Linux, il est habituellement considéré comme un logiciel essentiel.

## Liste des utilitaires
Les composants suivants sont inclus dans e2fsprogs :
- e2fsck : un programme fsck qui vérifie et corrige les incohérences
- mke2fs : utilisé pour créer un système de fichiers ext2, ext3 ou ext4
- resize2fs : permet d’élargir ou de rétrécir les systèmes de fichiers ext2, ext3 ou ext4
- tune2fs : utilisé pour modifier les paramètres d’un système de fichiers
- dumpe2fs : affiche des informations sur le superbloc et un groupe de blocs
- debugfs : utilisé pour afficher ou modifier manuellement les structures internes d’un système de fichiers

La plupart de ces utilitaires sont basés sur la bibliothèque libext2fs.

## Usage
En dépit de ce que son nom pourrait laisser penser, e2fsprogs ne fonctionne pas uniquement avec ext2, puisqu’il gère également ext3 qui est basé sur ext2.
Bien que la journalisation d’ext3 réduise le besoin d’utiliser e2fsck, il est quelquefois encore nécessaire pour aider à la suite de bogues du noyau ou d’un matériel défectueux.